# Departamento Nacional de Planeación (Colombia)
El Departamento Nacional de Planeación (DNP) de Colombia se origina en 1958, mediante la Ley 19 de 1958, que crea el Departamento Administrativo de Planeación y Servicios Técnicos y el Consejo Nacional de Política Económica y Planeación. Posteriormente toma su nombre actual y sus principales funciones desde la reestructuración realizada en 1968.[cita requerida]
El DNP es el centro de pensamiento del Gobierno Nacional que coordina, articula y apoya la planificación de corto, mediano y largo plazo del país, y orienta el ciclo de las políticas públicas y la priorización de los recursos de inversión.[cita requerida]
Esta entidad es un organismo técnico asesor del Presidente de Colombia, en el marco de la Constitución de 1991, y define impulsa la implantación de una visión estratégica del país en los campos social, económico y ambiental, a través del "diseño, la orientación y evaluación de las políticas públicas" colombianas, el "manejo y asignación de la inversión pública", la "definición de los marcos de actuación del sector privado", y la "concreción" de las mismas en planes, programas y proyectos del Gobierno de Colombia. A nivel institucional del estado colombiano, el DNP es un Departamento Administrativo que pertenece a la Rama Ejecutiva del poder público, cabeza del Sector Planeación, y depende directamente de la Presidencia de la República

## Historia

### Directores
El DNP ha tenido treinta y nueve (39) directores desde su fundación en 1958. Del total, sólo tres (3) directores han permanecido en el cargo todo el periodo de gobierno (Edgar Gutiérrez Castro 1966-1970, Armando Montenegro Trujillo 1990-1994 y Santiago Montenegro Trujillo 2002-2006), mientras que en la mayoría de los restantes períodos presidenciales de cuatro años fueron nombrados entre 2 y 3 directores.
En el gobierno de Guillermo León Valencia (1962-1966) se presentó en el mayor número de directores nombrados cuatro (4) debido a que la entidad fue relevada de algunas de sus funciones y se hizo una reestructuración de la misma.
La mayoría de los directores de la entidad han sido economistas con estudios de postgrado en diferentes universidades en el exterior, que después de su paso por DNP asumieron ministerios u otros cargos dentro del sector público colombiano. 
En la Tabla 'Directores DNP 1958-2019 ' se diferencian aquellos directores que lideraron la elaboración del Plan Nacional de Desarrollo (PND) (o antes de 1970, documentos equivalentes), principal documento de planeación emitido por el DNP durante cada período presidencial.
| Periodo   | Director                        | Administración              | Elaboró PND |
| --------- | ------------------------------- | --------------------------- | ----------- |
| 1958-1960 | Jorge Franco Holguín            | Alberto Lleras Camargo      | NO          |
| 1960-1962 | Edgar Gutiérrez Castro          | Alberto Lleras Camargo      | SI          |
| 1962-1963 | Carlos Germán Gaviria Vélez (E) | Guillermo León Valencia     | NO          |
| 1963-1964 | Diego Calle Restrepo            | Guillermo León Valencia     | NO          |
| 1964-1965 | Néstor Madrid Malo              | Guillermo León Valencia     | NO          |
| 1965-1966 | Eduardo Suárez Glasser          | Guillermo León Valencia     | NO          |
| 1966-1970 | Edgar Gutiérrez Castro          | Carlos Lleras Restrepo      | SI          |
| 1970-1971 | Jorge Ruiz Lara                 | Misael Pastrana Borrero     | NO          |
| 1970-1972 | Roberto Arenas Bonilla          | Misael Pastrana Borrero     | SI          |
| 1972-1974 | Luis Eduardo Rosas Peña         | Misael Pastrana Borrero     | NO          |
| 1974-1977 | Miguel Urrutia Montoya          | Alfonso López Michelsen     | SI          |
| 1977-1978 | Jhon José Naranjo Dousdebes     | Alfonso López Michelsen     | NO          |
| 1978-1981 | Eduardo Wiesner Durán           | Julio César Turbay Ayala    | SI          |
| 1981-1982 | Federico Nieto Tafur            | Julio César Turbay Ayala    | NO          |
| 1982-1983 | Hernán Beltz Peralta            | Belisario Betancur Cuartas  | SI          |
| 1983-1986 | Jorge Felipe Ospina Sardi       | Belisario Betancur Cuartas  | NO          |
| 1986-1988 | Francisco César Vallejo Mejia   | Belisario Betancur Cuartas  | NO          |
| 1986-1989 | María Mercedes Cuéllar          | Virgilio Barco Vargas       | SI          |
| 1989-1990 | Luis Bernardo Flórez Enciso     | Virgilio Barco Vargas       | NO          |
| 1990-1994 | Armando Montenegro Trujillo     | César Gaviria Trujillo      | SI          |
| 1994-1996 | José Antonio Ocampo Gaviria     | Ernesto Samper Pizano       | SI          |
| 1996-1997 | Juan Carlos Ramírez Jaramillo   | Ernesto Samper Pizano       | NO          |
| 1997-1998 | Cecilia López Montaño           | Ernesto Samper Pizano       | NO          |
| 1998-1999 | Jaime Eduardo Ruiz Llano        | Andrés Pastrana Arango      | SI          |
| 1999-2000 | Mauricio Cárdenas Santamaría    | Andrés Pastrana Arango      | NO          |
| 2000-2002 | Juan Carlos Echeverry Garzón    | Andrés Pastrana Arango      | NO          |
| 2002-2006 | Santiago Montenegro Trujillo    | Álvaro Uribe Vélez          | SI          |
| 2006-2009 | Carolina Rentería Rodríguez     | Álvaro Uribe Vélez          | SI          |
| 2009-2010 | Esteban Piedrahíta Uribe        | Álvaro Uribe Vélez          | NO          |
| 2010-2012 | Hernando José Gómez Restrepo    | Juan Manuel Santos Calderón | SI          |
| 2012-2013 | Mauricio Santamaría Salamanca   | Juan Manuel Santos Calderón | NO          |
| 2013-2014 | Tatyana Orozco de la Cruz       | Juan Manuel Santos Calderón | NO          |
| 2014-2017 | Simón Gaviria Muñoz             | Juan Manuel Santos Calderón | SI          |
| 2017-2018 | Luis Fernando Mejía Alzate      | Juan Manuel Santos Calderón | NO          |
| 2018-2019 | Gloria Alonso Másmela           | Iván Duque Márquez          | SI          |
| 2019-2021 | Luis Alberto Rodríguez Ospino   | Iván Duque Márquez          | NO          |
| 2021-2022 | Alejandra Botero Barco          | Iván Duque Márquez          | NO          |
| 2022-2024 | Jorge Iván González Borrero     | Gustavo Petro Urrego        | SI          |
| 2024-2025 | Alexander López Maya            | Gustavo Petro Urrego        | NO          |
| 2025-     | Natalia Molina Posso            | Gustavo Petro Urrego        | NO          |

## Estructura
El Departamento Nacional de Planeación (DNP) realizó en el año 2021 un rediseño institucional que busca responder a las demandas y actividades que correspondan a sus actividades en los próximos años, por ello, se planteó a través del Decreto 1893 del 30 de diciembre de 2021 y el Decreto 1894 del 30 de diciembre de 2021, la modificación en la estructura del DNP.
A continuación las cinco grandes partes de la entidad y su organigrama:
1. Dirección General del Departamento
2. Subdirección General de Prospectiva y Desarrollo Nacional
3 Subdirección General Descentralización y Desarrollo Territorial
4. Subdirección del Sistema General de Regalías
5. Subdirección General de Inversiones, Seguimiento y Evaluación

## Órganos de asesoría y coordinación
1. Comité de Coordinación del Sistema de Control Interno
2. Comité Sectorial de Desarrollo Administrativo
3. Comisión de Personal

## Entidades del Sector
EnTerritorio - Empresa Nacional Promotora del Desarrollo Territorial (Vinculada al DNP)
Colombia Compra Eficiente - Agencia Nacional de Contratación Pública (Adscrita al DNP)
Superservicios - Superintendencia de Servicios Públicos Domiciliarios (Adscrita al DNP)

## Planes Nacionales de desarrollo
En la década del setenta, se inició la elaboración de planes de desarrollo más estructurados, de tal forma que sus enfoques estaban dirigidos hacia el crecimiento económico del país, con énfasis en el proceso de planeación.
| Periodo PND | Administración              | Título                                                    | Fecha publicación       | Ley      | Enfoque principal |
| ----------- | --------------------------- | --------------------------------------------------------- | ----------------------- | -------- | --- |
| 1961-1970   | Alberto Lleras Camargo      | "Plan general de desarrollo económico y social 1961-1970" | 20 de diciembre de 1961 | NO       | Incremento sustancial en la inversión pública; Redistribución del ingreso; Generación de empleo. |
| 1969-1972   | Carlos Lleras Restrepo      | "Planes y programas de desarrollo 1969-1972"              | 3 de diciembre de 1969  | NO       | Programación plan de inversiones públicas nacionales 1969-1972; Formulación del primer proyecto de ley del plan de desarrollo económico y social. |
| 1970-1974   | Misael Pastrana Borrero     | "Las cuatro estrategias"                                  | 2 de diciembre de 1971  | NO       | Estrategias para combatir el subdesarrollo; Concentración de mayores recursos en desarrollo urbano. |
| 1975-1978   | Alfonso López Michelsen     | "Para cerrar la brecha"                                   | XX de noviembre de 1975 | NO       | Alta protección a la industria buscando generación masiva de empleo. |
| 1979-1982   | Julio César Turbay Ayala    | "Plan de Integración Nacional"                            | 31 de mayo de 1980      | NO       | Integración física del país mediante carreteras, comunicaciones y energía. |
| 1983-1986   | Belisario Betancur Cuartas  | "Cambio con equidad"                                      | 20 de julio de 1983     | NO       | Crecimiento y equidad como complemento a la estabilización económica. |
| 1987-1990   | Virgilio Barco Vargas       | "Plan de economía social"                                 | XX de ¿agosto? de 1987  | NO       | Fortalecimiento de la democracia a nivel local; Incremento de la capacidad de intervención del Estado en la vida nacional. |
| 1990-1994   | César Gaviria Trujillo      | "La revolución pacífica"                                  | 16 de octubre de 1991   | NO       | Apertura comercial del país; Profundización del proceso de descentralización; Mayor participación del sector privado. |
| 1994-1998   | Ernesto Samper Pizano       | "El salto social"                                         | 2 de junio de 1995      | Ley 188  | Conciliación entre crecimiento y equidad. Pilares: educación, empleo y competitividad. |
| 1998-2002   | Andrés Pastrana Arango      | "Cambio para construir la paz"                            | 29 de julio de 1999     | Ley 508  | Cambio institucional orientado a la consecución de la paz y la reactivación de la producción; soporte de la descentralización y el fortalecimiento del tejido social. |
| 2002-2006   | Álvaro Uribe Vélez          | "Hacia un Estado Comunitario"                             | 26 de junio de 2003     | Ley 812  | Construcción Estado Comunitario mediante los cuatro objetivos: brindar seguridad democrática, impulsar el crecimiento económico sostenible y la generación de empleo, construir equidad social, e incrementar la transparencia y eficiencia del Estado. |
| 2006-2010   | Álvaro Uribe Vélez          | "Estado comunitario: desarrollo para todos"               | 24 de julio de 2007     | Ley 1151 | El Estado Comunitario como el instrumento para lograr un desarrollo sostenible que beneficie a todos y a generaciones futuras. Principios fundamentales: seguridad democrática, respeto a las libertades públicas, construcción de cohesión social, transparencia y respeto la independencia de las instituciones del Estado. Profundiza en los objetivos del PND 2002-2006. |
| 2010-2014   | Juan Manuel Santos Calderón | "Prosperidad para todos"                                  | 16 de junio de 2011     | Ley 1450 | País con prosperidad para todos: con más empleo, menor pobreza y más seguridad. Pilares: crecimiento sostenido, estrategia de igualdad de oportunidades, estrategia para consolidar la paz. |
| 2014-2018   | Juan Manuel Santos Calderón | "Todos por un nuevo país"                                 | 9 de junio de 2015      | Ley 1753 | La paz, la equidad y la educación conforman un círculo virtuoso. La paz favorece la equidad y la educación, la equidad propicia la paz y la educación, y la educación genera condiciones de paz y equidad. Seis estrategias transversales: competitividad e infraestructura; movilidad social; transformación del campo; seguridad, justicia y democracia para la construcción de la paz; buen gobierno y crecimiento verde. |
| 2018-2022   | Iván Duque Márquez          | "Pacto por Colombia, pacto por la equidad"                | 25 de mayo de 2019      | Ley 1955 | El Plan Nacional de Desarrollo es un pacto por la Equidad. Este PND planteaba alcanzar la inclusión social y productiva, «a través del emprendimiento y la legalidad». «Legalidad como semilla, el emprendimiento como tronco de crecimiento y la equidad como fruto, para construir el futuro de Colombia».[cita requerida] |
| 2022-2026   | Gustavo Petro Urrego        | "Colombia, potencia mundial de la vida"                   | 5 de mayo de 2023       | Ley 2294 | El Plan Nacional de Desarrollo 2022-2026 busca: «sentar las bases para que el país se convierta en un líder de la protección de la vida a partir de la construcción de un nuevo contrato social que propicie la superación de injusticias y exclusiones históricas, la no repetición del conflicto, el cambio de nuestro relacionamiento con el ambiente y una transformación productiva sustentada en el conocimiento y en armonía con la naturaleza.» El Plan Nacional de Desarrollo 2022-2026 "Colombia, potencia mundial de la vida" fue aprobado el 5 de mayo de 2023 por el Congreso de la República y fue sancionado por el presidente de Colombia, Gustavo Petro Urrego el 19 de mayo de 2023, en el resguardo indígena Remanso de Chorrobocón, en el departamento de Guainía. |

## Consejo Nacional de Política Económica y Social - CONPES
El CONPES es la máxima autoridad nacional de planeación. Se desempeña como organismo asesor del Gobierno en todos los aspectos relacionados con el desarrollo económico y social del país, coordina y orienta a los organismos encargados de la dirección económica y social en el Gobierno, a través del estudio y aprobación de documentos sobre el desarrollo de políticas generales que son presentados en sesión.
El Consejo Nacional de Política Económica y Social — CONPES — fue creado por la Ley 19 de 1958. Posteriormente ha sido reformado en 1968, 1974, 1994, 2005 y 2009.
No dicta decretos, sino que da la línea de orientación anual de la política macroeconómica del Estado colombiano y aprueba diferentes iniciativas de política pública de los diferentes sectores que componen el Estado colombiano.
Entre algunas de sus funciones iniciales se destacaban: sentar las bases para la protección de la industria nacional, otorgar certificados de desarrollo turístico y discutir los programas de apoyo y fomento al sector externo del país.

### Miembros del CONPES
Los miembros del CONPES están establecidos mediante el Decreto 2148 de 2009 (permanentes, no permanentes, invitados y otros asistentes). El CONPES y el CONPES Social actúan bajo la dirección del Presidente de la República y lo componen como miembros permanentes con derecho a voz y voto, el vicepresidente de la República, todos los Ministros, el director del Departamento Administrativo de la Presidencia de la República, el director del Departamento Nacional de Planeación, y el director del Departamento Administrativo de Ciencia, Tecnología e Innovación – Colciencias.

### Documentos CONPES
Los documentos CONPES corresponden a los documentos de política pública discutidos y aprobados por el Consejo Nacional de Política Económica y Social (CONPES). Estos aparecen oficialmente en 1967, durante el proceso de reestructuración DNP y del CONPES, liderado por el entonces presidente de la república Carlos Lleras Restrepo.
Este tipo de documento se ha constituido en uno de los principales instrumentos de política pública en Colombia. Debido a que mediante estos se formalizan diferentes decisiones gubernamentales tanto a nivel central como sectorial.
Los documentos CONPES se pueden clasificar en las siguientes categorías según su temática principal:
1. Lineamientos macroeconómicos.
2. Bases y criterios de la inversión pública.
3. Planes, programas e iniciativas de las entidades públicas.
4. Trámites presupuestales y legales.

Desde 1967, se han elaborado más de 4.000 documentos divididos entre dos categorías, CONPES Económicos y CONPES Sociales. Estos pueden ser consultados en el catálogo en línea de la biblioteca del DNP.

### Relación entre CONPES y CONFIS
Los documentos CONPES están fuertemente relacionados con las actas CONFIS: para que un documento CONPES pueda ser aprobado, se requiere de la aprobación previa del acta CONFIS respectiva.

### Ingreso Solidario
Fue un programa aplicado durante la pandemia del coronavirus COVID-19 en Colombia, el Gobierno Nacional, a través del DNP, buscó apoyar económicamente a los hogares en condición de pobreza y vulnerabilidad que enfrentan dificultades debido a la pandemia.
Para ello, el Gobierno Nacional entregó un apoyo monetario de $160 mil pesos para al menos tres millones de familias.aquí.

## Publicaciones DNP

### Revista Planeación y Desarrollo
Revista semestral publicada por el DNP desde 1969, que compila artículos relacionados con los principales objetivos del DNP. Esta publicación cuenta con más de 40 volúmenes. Su último número fue publicado en 2010 y se encuentra en revisión el volumen del año 2011.[cita requerida]

### Archivos de Economía
Conocidos hasta 2001 como "Archivos de Macroeconomía". Esta serie de documentos de trabajo es editada por la Dirección de Estudios Económicos (DEE). Estos documentos son de carácter provisional, de responsabilidad exclusiva de sus autores y sus contenidos no comprometen a la institución debido a que no son de carácter oficial del DNP.
La serie está compuesta por más de 400 documentos de trabajo publicados desde 1992, que presentan diversos estudios de investigación económica, enfocados principalmente al análisis de la evolución de los diferentes sectores y determinantes de la economía colombiana.
Los documentos pueden ser consultados y descargados en el catálogo en línea de la biblioteca del DNP.